# Liste de climatologues
Cette liste de climatologues contient des personnes célèbres ou notables qui ont contribué à la climatologie. La liste est compilée manuellement, elle n'est donc pas complète, à jour et/ou exhaustive. La liste comprend des scientifiques de plusieurs spécialités ou disciplines.
- Haut – A
- B
- C
- D
- E
- F
- G
- H
- I
- J
- K
- L
- M
- N
- O
- P
- Q
- R
- S
- T
- U
- V
- W
- X
- Y
- Z

## A
- Waleed Abdalati, Américain, directeur du Cooperative Institute for Research in Environmental Studies, ancien directeur scientifique de la NASA.
- Nerilie Abram (1977-), Australienne, paléoclimatologue, à l'Australian National University.
- Ernest Afiesimama, Nigérien, météorologue, ancien associé principal du Centre international de physique théorique.
- Myles Allen (en), Britannique, chef du groupe de dynamique du climat au département de physique atmosphérique, océanique et planétaire de l'université d'Oxford. Auteur principal du troisième rapport d'évaluation du GIEC. Rédacteur en chef, quatrième rapport d'évaluation.
- Richard Alley (1957-), Américain, géologue et professeur de géosciences à l'Université d'État de Pennsylvanie. Il est l'auteur de plus de 240 publications scientifiques.
- Kevin Anderson, Britannique, directeur du Tyndall Centre for Climate Change Research et conseiller du gouvernement britannique sur le dérèglement climatique.
- Alfred Angot (1848-1924), Français, physicien, météorologiste et climatologiste.
- James Annan, Britannique, climatologue de Blue Skies Research.
- Julie Arblaster, Australienne, climatologue au Centre de recherche australien sur la météo et le climat du CSIRO.
- David Archer, Américain, professeur d'océanographie à l'université de Chicago.
- Svante Arrhenius (1859–1927), Suédois, théoricien de l'effet de serre.

## B
- Lennart Bengtsson (1935), climatologue suédois, pionnier de la modélisation numérique de l'atmosphère.
- André Berger (1942), climatologue belge, paléoclimatologue.
- Sandrine Bony, climatologue française, directeur de recherche au CNRS, direction du groupe de modélisation climatique de l'IPSL : EMC3.
- Olivier Boucher, climatologue français, directeur de recherche au CNRS, auteur du GIEC, étude des aérosols atmosphériques.
- Rudolf Brázdil (1951-), climatologue tchèque.

## C
- Jule G. Charney (1917-1981), climatologue américain, météorologiste américain, pionnier de la modélisation numérique météorologique, coordinateur du rapport Charney de 1979[1] commandé par la Maison Blanche, sur le lien entre les émissions de CO2 et le climat avec, en conclusion, l'annonce d'une augmentation de 1,5 à 4,5° de la température moyenne de la basse atmosphère en cas de doublement des émissions.
- Judith Curry (1953), climatologue américaine, spécialiste des climats polaires.

## D
- Jean-Louis Dufresne, climatologue français, directeur de recherche au CNRS, directeur adjoint de l'IPSL.

## E
- Kerry Emanuel (1955-), climatologue américain, dynamique de l'atmosphère, ouragans.

## F
- Joseph Fourier (1768–1830), climatologue français, spécialiste effet de serre.
- Benjamin Franklin (1706-1790), climatologue américain, premier à déterminer la trajectoire du Gulf Stream.
- Inez Fung (1949 -), climatologue d'origine hongkongaise travaillant aux États-Unis.

## H
- Kenneth Hare (1919-2002), climatologue canadien qui a étudié le dioxyde de carbone atmosphérique, le changement climatique, les climats de la zone aride et un ardent défenseur de la préservation de l'environnement naturel ;
- Katharine Hayhoe (1973-), climatologue canadienne spécialiste de l'atmosphère et professeur agrégée de science politique à Texas Tech University aux États-Unis, où elle est directrice du Centre des sciences du climat ;
- Ann Henderson-Sellers (1952- ) climatologue australienne et auteur du deuxième rapport d'évaluation du GIEC ;
- Edmund Halley (1656-1742), climatologue britannique, publie une carte des vents moyens en 1686 après un voyage dans l'hémisphère sud ;
- James E. Hansen (1941-), climatologue américain, atmosphères des planètes, mesures à distance, modèles numériques, et réchauffement climatique. Il fut directeur de l'institut Goddard d'études spatiales de la NASA à New York.

## J
- Jean Jouzel, (1947), climatologue et glaciologue français, directeur au CEA de l'Institut Pierre-Simon-Laplace (IPSL) jusqu'en 2008.
- Philip Douglas Jones (1952), climatologue britannique connu pour maintenir une série chronologique de relevés de température instrumentale qui a servi dans les rapports du Groupe d'experts intergouvernemental sur l'évolution du climat (GIEC).

## L
- Corinne Le Quéré (1966-), climatologue franco-canadienne, professeure de sciences du changement climatique et de politique à l'université d'East Anglia, directrice de Tyndall Centre for Climate change Research et, depuis 2019, présidente du Haut Conseil pour le climat (instance consultative française auprès du premier ministre).
- Hervé Le Treut (1956-), climatologue français, membre de l'Académie des sciences. Il est directeur de l'Institut Pierre-Simon-Laplace (IPSL).
- Claude Lorius (1932-2023), glaciologue et climatologue français. Il met en évidence le lien entre la concentration atmosphérique en gaz à effet de serre et l'évolution du climat.
- Richard Lindzen (1940-), climatologue américain, spécialiste en météorologie dynamique et des ondes gravitationnelles.

## M
- Valérie Masson-Delmotte, (1971), climatologue française, co-présidente du groupe de travail 1 du GIEC ;
- Milutin Milanković (souvent francisé en Milankovitch, 1879-1958), climatologue serbe, également ingénieur, astronome, géophysicien ;
- László Makra (1952-) climatologue, professeur hongrois ;
- Fritz Möller (1906–1983), météorologue, géophysicien et professeur allemand ;
- Robert Edward Munn (1919-2013), climatologue canadien, spécialisé sur les pollutions atmosphériques et leur impact sur le climat.

## P
- David Phillips (1944), climatologue canadien, service météorologique du Canada, porte-parole auprès des médias du canada anglophone, et l'auteur de plusieurs livres et articles de vulgarisation.
- Tim Palmer (1952), climatologue britannique, pionnier des modèles numériques de prévision du temps.

## R
- Martine Rebetez (1961), climatologue suisse, professeure à l'Université de Neuchâtel et l'Institut fédéral de recherches sur la forêt, la neige et le paysage WSL.

## S
- Stephen Schneider, (1945-2010), climatologue américain, professeur à l'Université Stanford, spécialiste des impacts du réchauffement sur la biosphère.

## V
- Geert Jan van Oldenborgh (1961 – 2021) est un climatologue et physicien néerlandais ;
- Jean-Pascal van Ypersele (1957), climatologue belge et vice-président du GIEC (2008-2015).
- Françoise Vimeux, climatologue française, directrice de recherche à l'IRD, travaille au LSCE et au Laboratoire HydroSciences Montpellier.

## W
- Andrew J. Weaver (1961), climatologue canadien, professeur à l'école des sciences terrestres et océaniques de l'Université de Victoria, et auteur du chapitre sur les projections climatiques globales du GIEC.
- Tom Wigley (1940), climatologue australien, Université d'Adelaïde, spécialiste du cycle de carbone, a contribué plusieurs fois aux rapports du GIEC.